# Ciocnirea titanilor
Înfruntarea titanilor sau Ciocnirea titanilor (titlu original: Clash of the Titans) este un film american și britanic din 1981 regizat de Desmond Davis. Rolurile principale au fost interpretate de actorii  Harry Hamlin, Laurence Olivier, Judi Bowker, Maggie Smith și Burgess Meredith.  Filmul prezintă întâmplări din viața eroului grec Perseu. Este ultimul film care a beneficiat de efecte vizuale realizate de artistul Ray Harryhausen. A avut premiera la 12 iunie 1981 și a avut încasări de 41 milioane de $ în America de Nord, ceea ce l-a făcut al 11-lea film cu cele mai mari încasări din acel an. O novelizare a filmului de Alan Dean Foster a fost publicată în 1981. Filmul a fost refăcut în 2010 sub regia lui Louis Leterrier, noua peliculă având și o continuare în 2012, Furia titanilor, în regia lui Jonathan Liebesman.

## Distribuție
- Harry Hamlin ca Perseu
- Judi Bowker ca Andromeda
- Burgess Meredith ca Ammon
- Maggie Smith ca Thetis
- Siân Phillips ca Cassiopeia
- Claire Bloom ca Hera
- Ursula Andress caAphrodite
- Laurence Olivier ca Zeus
- Pat Roach ca Hephaestus
- Susan Fleetwood ca Athena
- Tim Pigott-Smith ca Thallo
- Jack Gwillim ca Poseidon
- Neil McCarthy ca Calibos
- Vida Taylor ca Danaë
- Flora Robson, Anna Manahan și Freda Jackson ca  Cele trei "femei bătrâne"